# Новая Россия (оркестр)
Государственный симфонический оркестр «Новая Россия» — российский симфонический оркестр, создан в 1990 году указом Правительства России. Первоначально назывался Государственный симфонический оркестр для детей и юношества Министерства образования РСФСР/РФ (1990—1993), Государственный молодежный симфонический оркестр Министерства образования РФ (1993—1994), «Молодая Россия» (1994—2002). С 1994 до 2002 года оркестр возглавлял Народный артист России Марк Горенштейн. С 2002 года художественный руководитель и главный дирижер оркестра — Юрий Башмет. Коллектив выступает также под управлением Евгения Бушкова.
Оркестр ориентируется как на взрослую так и на детскую публику.
В 2012 году сопровождал участников-солистов Молодёжных Дельфийских игр России в академических музыкальных номинациях.

## Главные дирижёры
- Дмитрий Орлов (1990—1992)
- Марк Горенштейн (1992—2002)
- Юрий Башмет (с 2002 года)

## Награды
- Благодарность Президента Российской Федерации (29 сентября 2010 года) — за большой вклад в развитие отечественного музыкального искусства и достигнутые творческие успехи[1].
- Благодарность Президента Российской Федерации (14 августа 1995 года) — за активное участие в подготовке и проведении празднования 50-летия Победы в Великой Отечественной войне 1941-1945 годов[2]